# توم وينسور
توم وينسور (بالإنجليزية: Tom Winsor)‏ هو موظف مدني بريطاني، ولد في 7 ديسمبر 1957 في بروتي فيري ‏ في المملكة المتحدة.